# Сімідзу (Сідзуока)

Сімі́дзу (яп. 清水町, しみずちょう, МФА: [ɕimid͡zu t͡ɕoː]?) — містечко в Японії, в повіті Сунто префектури Сідзуока. Розташоване в східній частині префектури, в основі півострова Ідзу. Отримало статус містечка 1963 року. Площа становить 8,84 км². Станом на 1 серпня 2011 року населення складало 32 357  осіб, густота населення — 3660 осіб/км². Основою економіки є сільське господарство.  